# Chimbote (distrito)

Localização do distrito de Chimbote na Província de Santa.

Chimbote é um dos treze distritos que formam a Província de Santa, pertencente à região de Ancash.

## Transporte
O distrito de Chimbote é servido pela seguinte rodovia:
- PE-12, que liga o distrito de Santa à cidade de  Macate
- AN-103, que liga a cidade ao distrito de Mato[2][3][4]

## Geminações
- Pensacola, Flórida, Estados Unidos [5]